# Kaprije
Kaprije je otok smješten na središnjem dijelu šibenskog otočja. Smješten je oko 15 kilometera jugozapadno od Šibenika, površine je 7,11 km2 i ukupne duljine obale 25,211 km kojoj je indeks razvedenosti 2,56. Jedino naselje na otoku također se naziva Kaprije koje okružuju brežuljci od kojih je najviši Velika glavica (129 m). Nazvan je po mediteranskoj biljci kapara, čiji pupoljci služe kao začin. Od susjednih otoka ga dijele morski prolazi i kanali, kao i akvatorij Murterskoga mora. Sjeveroistočnije se nalaze Prvić, Tijat i Zmajan (Orut) s manjim otočićima, od kojih je dijeli Kaprijski kanal, jugozapadnije je smješten otok Žirje s pripadajućim otočićima od kojih je dijeli Žirjanski kanal, a od Kakana (na zapadu) ga dijeli Kakanski kanal, u kojem su otočići Borovnjak Mali i Borovnjak Veliki.

## Reljef i građa
Otoci Kaprije i Kakan s pripadajućim otočićima, kao i cijeli šibenski arhipelag, pripadaju geotektonskoj jedinici Istra-Dalmacija čiji se geološki strukturni oblici (uspravne te kose do polegle bore i uzdužni, vrlo strmi, pretežno reverzni rasjedi) pružaju pravcem SZ-JI tzv. dinarskim pravcem pružanja. Ovakav strukturni sklop posljedica je intenzivne tektonske aktivnosti s kraja krede i početka paleogena, koja se, s nešto manjim intenzitetom neotektonskih pokreta, nastavlja i danas. Naime, u okviru alpske orogeneze, laramijska orogenetska faza krajem krede i početkom tercijara, te pirenejska orogenetska faza krajem eocena i početkom oligocena, razdoblja su najintenzivnije subdukcije Afričke litosferne ploče pod Euroazijsku. Afrička litosferna ploča na svom putu u početku prema sjeveru, a zatim prema sjeveroistoku, gura pred sobom manju Apulijsku ploču čiji se dio tzv. Jadranska mikroploča (Adrijatik), podvlači pod Dinaride. Emerzija karbonatnih platformi, te njihova tektonikom izazvana raspucanost, kao posljedicu je ostavila jedinstven skup geoloških, geomorfoloških, hidrogeoloških i hidroloških oblika objedinjenih nazivom krš, kojim se, gotovo u cijelosti, odlikuje ova geotektonska jedinica. Gornjopleistocensko-holocenska transgresija, s podizanjem morske razine od 121±5 metara dala je ovom području današnji izgled. Oblikovan je tzv. dalmatinski tip obale za koju je karakteristična usporednost pružanja otoka, obale te osnovnih geoloških i geomorfoloških struktura.
Uže gledajući, Kaprije, Kakan i pripadajući otočići čine dio strukturne jedinice Kredno-paleogenski borani kompleks O. Žirje – M. Čista, koja se odlikuje uskim i dugačkim, kosim i poleglim borama dinarskog pravca pružanja, uzdužnim srednje strmim do strmim rasjedima nagnutim prema sjeveroistoku te poprečnim, gotovo vertikalnim rasjedima.
Kontinuirano na cenoman-turonskim naslagama leže dobro uslojeni vapnenci senona s bogatim fosilnim sadržajem. Od mikrofaune najčešće su miliolide i tekstularide, no puno je značajniji i veći udio makrofosilne zajednice pahiodontnih školjkaša – rudista, po kojima ova gornjokredna serija naslaga nosi ime rudistni vapnenci. Ove se naslage nalaze na južnom dijelu otoka Kaprije u jezgri sinklinale te na otočićima Ravan, Ravna Sika i Hrbošnjak. Debljina pojedinih slojeva iznosi 20-50 cm, dok je ukupna debljina cijele serije procijenjena na oko 400 m. Vapnenac se od davnina upotrebljavao za proizvodnju vapna u tzv. vapnenicama. Proizvodnja vapna bila je, uz poljoprivredu i ribarstvo, glavna gospodarska djelatnost prvih stalnih naseljenika od početka 16. st. I danas se uz obalu Kaprija i Kakna nalaze brojne nakupine kršja na mjestima primitivnih peći u kojima se ložila crnika kako bi se postigla temperatura dovoljna za pretvaranje ulomaka vapnenca u prhku vapnenačku masu, koja se zatim pretvarala u prah – vapno. Prema povijesnim dokumentima vapno proizvedeno na Kapriju velikim se dijelom koristilo za izgradnju šibenskih palača i drugih građevina.
- Speološki objekti:

Karbonatni sastav stijena i tektonika uzrokovali su modeliranje specifične krške morfologije Kaprija, Kakna i pripadajućih otočića, unutar koje se izdvajaju i manji speleološki objekti. Stanovništvo, međutim, ne zna za neki veći speleološki objekt (jamu ili špilju), a oni nisu utvrđeni niti dosadašnjim terenskim istraživanjima. Na topografskoj karti s polovice 20. stoljeća na sjevernom dijelu otoka Kaprija kartografirane su dvije špilje, i to zapadno od Medoša u smjeru rta Kaprije, jedna udaljena oko 800 metara (iznad priobalne staze), a druga oko 1000 metara neposredno uz obalu. Budući da se na suprotnoj strani otoka duboko uvlači uvala Remetić, od njezine plažice do ovih špilja ima tek oko 300, odnosno 400 metara. Objekti, koliko je poznato, nisu detaljnije snimljeni, ali, svakako se radi o manjim pojavama. Ime obližnje uvale upućuje na moguće korištenje ovih objekata u prošlosti.
Naime, tijekom srednjeg vijeka laici i klerici pustinjaci (jeremiti, remete) često su obitavali na usamljenim mjestima, posebno gdje je bilo pojava špilja i
prirodnih zaklona.
- Kopnene vode:

Karbonatna građa, koja uvjetuje znatnu propusnost i okršenost terena, kao i razmjerno mala površina otoka, uzrokuju bezvodicu i nedostatak površinskih voda otoka Kaprija. Nedostatak lokalne hidronimije također upućuje na nestašicu vode kao stoljetni problem ovog otoka. Jedini poznati hidrološki objekt je Lokva na Mrtovcu, koja je u prošlosti služila za napajanje blaga, a danas je zapuštena i poluzatrpana. Odatle i hidronim Polokve kojim je imenovano neposredno okruženje. U produžetku Polokva, u plitkom dijelu uvale Kaprije, nalazi se Vrulja, slabo izdašan
podmorski izvor vode. Tragom tog izvora, a poznavajući složenu cirkulaciju voda u krškom podzemlju, Ministarstvo javnih radova, obnove i razvitka pokrenulo je 2003. istražne radove, koji su već prvim bušotinama otkrili pojave slatke vode na sedam metara dubine. Pitanje je, međutim, kolika je izdašnost navedenih izvora i u kojoj bi se mjeri moglo upotpuniti postojeće rješenje vodoopskrbe otoka s obzirom na to da se na malom otoku maksimalne visine od 129 metara ne može očekivati veća količina slatke vode.
- Uvale:

Na otoku Kapriju nalazi se oko 20 uvala, najpoznatije su:
- Luka sv.Petra (Luka Kaprije) je glavna i najveća uvala na otoku u kojoj je smješten priobalni dio naselja Kaprije. U njoj se nalazi pristanište trajekta i vezovi. Najdublja točka je oko 15 metara.
- Mala Nozdra je uvala smještena jugoistočno od naselja Kaprije. Uvala je nenaseljena no postoji restoran i vezovi za jahte. Od Kaprija do Nozdre uređen je put.
- Velika Nozdra
- Gračice (Gačice)
- Remetić

## Klima
Područje Kaprija, ali i cijeloga šibenskog otočja, prema statističkim pokazateljima osnovnih klimatskih elemenata obilježava Csa tip klime (sredozemna klima sa suhim vrućim ljetom ili klima masline) prema Köppenu, odnosno subhumidna ili poluvlažna klima prema Thornthwaiteovoj klasifikaciji. Osnovna klimatska obilježja i prevladavajući vremenski tipovi najvećim se dijelom uklapaju u klimatsko-meteorološke obrasce hrvatskog Jadrana. Na Kapriju nema mjernih postaja pa se zaključci o klimi otoka mogu donijeti na temelju usporedne analize meteoroloških podataka iz glavnih meteoroloških postaja u Zadru i Šibeniku, klimatoloških postaja u Biogradu, Božavi i Veloj Sestrici te kišomjernih postaja na Bapcu, u Brbinju, Pirovcu, Primoštenu, Rogoznici, Salima, Sukošanu, Ugljanu, Velom Ižu, Vodicama i Zlarinu.
Prosječna je godišnja dužina trajanja sijanja Sunca, odnosno insolacija, oko 2600 sati, po čemu ovaj prostor pripada najosunčanijim dijelovima Sredozemlja. Prosječno je tijekom godine svaki treći dan vedar (naoblaka je manja od 2/10). Prosječna je naoblaka zadarsko-šibenskog primorja od 3,5 desetina neba (Božava) do 4,8 desetina neba (Šibenik). Već ove činjenice, naravno, u skladu sa svim drugim relevantnim klimatskim pokazateljima, upućuju na mogućnosti turističke valorizacije tijekom većeg dijela godine, posebno za one turiste koje hrvatsko priobalje privlači radi blage i ugodno tople klime. Značenje je velike insolacije, dakako, osobito veliko za razvoj sredozemnoga biljnog pokrova, o čemu, uz ostalo, ovisi uzgoj maslina i vinove loze, glavnih otočnih kultura. Godišnji hod temperature zraka je prijelazni maritimno-kontinentalni, jer je godišnja amplituda temperature zraka između 15 °C i 20 °C.

## Vegetacija
Od vegetacije na otoku nalazimo travu i makiju s rijetkim borovim šumicama. Podno brežuljaka smještene su manje obradive površine na kojima uspijevaju uglavnom vinova loza i maslina.

## Povijest
Otok je u 14. stoljeću bio u posjedu obitelji Ljubić, a od 1500. godine pripadao je šibenskoj plemićkoj obitelji Divić (Difnico). Prvo naseljavanje na Kaprije je počelo u 15. stoljeću, a u 16 st. čak i više zbog najezde Turaka, pa su ljudi s kopna tražili utočiste na otocima. Prvu studiju o ovim otocima napisao je svećenik P. Kaer koji je iscrpno pisao o obiteljima Jelovčić i Radovčić, koje su se na Kaprije, tada još u vlasništvu obitelji Divnić (Difnico), doselile početkom 16. st.
U to doba Kaprije je bilo važno zbog vapna. Tako je, primjerice, 1560. za
potrebe izgradnje šibenskog lazareta na Kapriju proizvedeno 50 modija vapna. Najviše se vadilo u Medošu, u blizini rta Kaprije.
U mjestu se nalazi crkva sv. Petra sagrađena na prijelazu XVI. i XVII. stoljeća, proširena 1801.g.
- Drugi svjetski rat

Kaprije je za vrijeme II. svjetskog rata bilo okupirano od strane fašista. Njihova baza se nalazila na susjednom otoku Kakan u uvali Tratica gdje se još i danas nalaze zgrade, bunkeri, izvidnice i sl.
Mnogi Kaprijani su tad krenuli u obranu zemlje i mnogi su pritom poginuli. Danas se na središnjem trgu nalazi spomenik svim palim borcima. Dana 22. ožujka 1944. blizu sjeverne punte Kaprija usidrio se njemački vojni brod Francesca da Rimini. Bio usidren barem pedesetak metara od obale, brod je bio usidren zbog kvara na motorima, te je bio maskiran slamom, tako da je izgledao kao produžetak punte. Toga dana, vjerojatno na dojavu Partizana sa Žirja, potopljen je. Danas brod leži na dubini od 55 metara uz sjevernu puntu Kaprija i atraktivna je lokacija za ronjenje.
- Domovinski rat

Kaprije za vrijeme Domovinskog rata nije pritrpio nikakvu štetu ni razaranja no njegovi stanovnici su pomagali Žirjanima. Prenosili su granate na otoku Žirju, od njih se kasnije stvorila momčad kaprijskog topa te pomagali su gasiti požare 18.9.1991. koji su nastali zbog raketiranja sela Žirje.

## Promet i povezanost s kopnom
Kaprije je s kopnom tj. sa Šibenikom povezano trajektnom linijom i subvencioniranom brzobrodskom linijom koja prosječno vozi dva do tri puta dnevno. Za otok vozi Jadrolinijin trajekt Krčanka koji osim na Kaprije ide i u Žirje, a jednom tjedno i u Zlarin. Unatoč trajektnom povezanosti osobni automobili ne smiju na otok zbog nerazvijene infrastrukture. Na otoku postoje samo manje i uske ceste. U budućnosti se planira napraviti parkiralište te proširiti postojeće ceste.

## Infrastruktura
Otok nije umrežen u regionalni sustav vodoopskrbe Šibensko-kninske županije, odnosno sjeverno-dalmatinski vodoopskrbni sustav. Voda se osigurava prikupljanjem kišnice u vlastitim vodospremama (gusternama), odnosno u sušnom razdoblju dopremom brodovima vodonoscima. U godinama kada je dolazilo do poremećaja u vodoopskrbi vodonoscima, stanovništvo i gosti bili su izloženi oskudici i mjerama prisilne štednje. Otok raspolaže i javnom (mjesnom) vodospremom, a nedavno je izgrađena nova vodosprema kapaciteta 50 vagona vode (obujma 500 m³, koja se puni vodom dovezenom vodonoscima) te mjesna vodoopskrbna mreža s oko 250 priključaka.

## Vanjske poveznice
- Kaprije Arhivirana inačica izvorne stranice od 22. siječnja 2012. (Wayback Machine)
- croatia.hr